# Österreichisches Biographisches Lexikon 1815–1950
Österreichisches Biographisches Lexikon 1815–1950 (ÖBL) je biografický slovník připravovaný od roku 1945 Rakouskou akademií věd. Slovník navazuje na Biographisches Lexikon des Kaiserthums Oesterreich Constantina von Wurzbacha, který zpracoval rakouskou národní biografii osob žijících v období 1750–1850, ÖBL se zaměřuje na biografie osob žijících zejména v období 1815 a 1950.

## Díly
- Díl 1 (Aarau Friedrich–Gläser Franz), 1957 (2. nezměněné vydání 1993, ISBN 3-7001-1327-7).
- Díl 2 (Glaessner Arthur–Hübl Harald H.), 1959 (2. nezměněné vydání 1993, ISBN 3-7001-1328-5).
- Díl 3 (Hübl Heinrich–Knoller Richard), 1965 (2. nezměněné vydání 1993, ISBN 3-7001-1329-3).
- Díl 4 (Knolz Joseph J.–Lange Wilhelm), 1969 (2. nezměněné vydání 1993, ISBN 3-7001-2145-8).
- Díl 5 (Lange v. Burgenkron Emil–[Maier] Simon Martin), 1972 (2. nezměněné vydání 1993, ISBN 3-7001-2146-6).
- Díl 6 ([Maier] Stefan–Musger August), 1975, ISBN 3-7001-1332-3
- Díl 7 (Musić August–Petra-Petrescu Nicolae), 1978, ISBN 3-7001-2142-3
- Díl 8 (Petračić Franjo–Ražun Matej), 1983, ISBN 3-7001-0615-7
- Díl 9 (Rázus Martin–Savić Šarko), 1988, ISBN 3-7001-1483-4
- Díl 10 (Saviňek Slavko–Schobert Ernst), 1994 (2. nezměněné vydání 1999), ISBN 3-7001-2186-5
- Díl 11 (Schoblik Friedrich–[Schwarz] Ludwig Franz), 1999, ISBN 3-7001-2803-7
- Díl 12 ([Schwarz] Marie–Spannagel Rudolf), 2005, ISBN 3-7001-3580-7
- Díl 13 (Spanner Anton Carl-Stulli Gioachino), 2010, ISBN 978-3-7001-6963-5

- Díl 14 není dokončen, vyšly tyto sešity:
  - 63. sešit (Stulli Luca – Szaster Antoni), 2012, ISBN 978-3-7001-7312-0
  - 64. sešit (Szaster Antoni – Telfner Josef ), 2013, ISBN 978-3-7001-7482-0
  - 65. sešit (Télfy Iván – Töply Robert), 2014, ISBN 978-3-7001-7660-2
  - 66. sešit (Töply Robert – Tuma Karel), 2015, ISBN 978-3-7001-7793-7